# Richard Riordan
Pour les articles homonymes, voir Riordan.
Richard « Dick » Joseph Riordan, né le 1er mai 1930 à New York dans le quartier de Flushing et mort à Brentwood (Los Angeles) le 19 avril 2023, est un homme d'affaires et politique américain membre du Parti républicain, secrétaire à l'Éducation de l'État de Californie de 2003 à 2005 et maire de Los Angeles de 1993 à 2001. 
Il est le dernier maire de Los Angeles à avoir été élu sous la bannière républicaine.

## Biographie
Né à New York dans le Queens, Richard Riordan grandit à New Rochelle puis est diplômé en philosophie et en droit. Vétéran de la guerre de Corée, Richard Riordan a fait fortune dans les affaires puis s'est installé en Californie où il a encore prospéré. 
En 1993, il se présente aux élections municipales non partisanes de Los Angeles pour prendre la succession de Tom Bradley, maire (démocrate) depuis 1973. Riordan est républicain et se retrouve opposé à Mike Woo, un conseiller municipal démocrate de Hollywood, recréant un certain antagonisme politique avec des programmes totalement opposés.
Richard Riordan fut facilement élu devenant le premier maire républicain de Los Angeles depuis 30 ans (bien que les élections soient apolitiques). Cependant, nombre de ses décisions furent bloquées par le conseil municipal à majorité démocrate. 
Toutefois, son style plaît et les résultats lui permettent d'être réélu avec un raz de marée en 1997. 
En 2001, non-rééligible, il doit laisser son fauteuil de maire au démocrate James Hahn. Il avait soutenu son conseiller Steve Soboroff dans l'élection.
En 2002, il est candidat aux primaires républicaines pour le poste de gouverneur. Sa popularité le rend dangereux pour le gouverneur démocrate peu populaire, Gray Davis. Mais ses détracteurs conservateurs, qui le qualifient de RINO, passent une alliance objective avec Gray Davis pour le faire perdre face au candidat républicain conservateur, Bill Simon. Davis mène alors insidieusement campagne au sein des primaires républicaines en faveur de Simon en qualifiant Riordan de faux conservateur. 
La stratégie de Davis est payante : Richard Riordan est écarté et Davis se retrouve face à Simon, un candidat trop extrémiste pour l'électorat modéré de Californie, lui permettant de jouer alors sa campagne au centre et d'être réélu de justesse en novembre 2002.
En 2003, lors du processus de rappel de Gray Davis de son poste de gouverneur, Riordan renonce à se présenter de nouveau et s'efface devant son ami Arnold Schwarzenegger qu'il soutient activement. En novembre 2003, il devient le nouveau secrétaire à l'Éducation du gouverneur Schwarzenegger.
À la suite de plusieurs erreurs et de désaccords avec le gouverneur, Richard Riordan a démissionné de son poste en 2005.

### Famille
Catholique et marié, Richard Riordan a trois enfants.